# NGC 5332
NGC 5332 (również PGC 49243 lub UGC 8773) – galaktyka eliptyczna (E-S0), znajdująca się w gwiazdozbiorze Wolarza. Odkrył ją Lewis A. Swift 23 marca 1887 roku.